# Jarmil Burghauser
Jarmil Burghauser, eigentlich Jarmil Michael Mokrý, (* 21. Oktober 1921 in Písek, Tschechoslowakei; † 19. Februar 1997 in Prag) (gelegentlich gebrauchtes Pseudonym: Michal Hajku) war ein tschechischer Komponist, Dirigent und Musikwissenschaftler.
Sein Werk war lange an der spätromantischen Musiksprache orientiert und umfasst Opern, Oratorien und Kantaten, Kammermusik und Vokalkompositionen. Anfang der 1960er Jahre setzte er sich verstärkt mit Dodekaphonie und serieller Musik auseinander und entwickelte in dem Orchesterwerk Sieben Reliefs und der Oper Most (Die Brücke) einen individuellen Stil, den er selbst als harmonischen Serialismus bezeichnete.
Burghauser veröffentlichte den Thematischen Katalog der Werke von Antonín Dvořák und war auch wesentlich an der kritischen Gesamtausgabe der Werke von Leoš Janáček beteiligt. 

## Publikationen
- Jarmil Burghauser: Cesty nove hudby – Ways of New Music. 1964.
- Jarmil Burghauser: Orchestrace Dvořákových Slovanských tanců (Die Orchestration von Dvořáks "Slawischen Tänzen"). Prag: Editio Baerenreiter 1959.
- Jarmil Burghauser und Petr Eben: Cteni a hra partitur (Reading and Playing scores). Prag: Editio Baerenreiter 1960.
- Jarmil Burghauser: Antonín Dvořák – Tematicky katalog, bibliografie, prehled zivota a dila (Antonín Dvořák: Thematic Catalogue, Bibliography, Survey of Life). Prag: Editio Baerenreiter 1960 (735 Seiten).
- Jarmil Burghauser: Antonín Dvořák – Tematicky katalog, bibliografie, Prehled zivota a díla (Antonín Dvořák: thematisches Verzeichnis, Bibliografie). 2. durchgesehene Ausgabe. Prag: Bärenreiter Editio Supraphon 1996. ISBN 80-7058-410-6 (843 Seiten).
- Jarmil Burghauser und Antonin Spelda: Akusticke zaklady orchestrace – (Acoustic Basis of Orchestration). Prag: Panton International 1965.
- Jarmil Burghauser: Antonín Dvořák – kurze Biographie. Prag: Editio Supraphon 1966.
- Jarmil Burghauser und Milan Solc: Leoš Janáček: Edicni zasady a smernice (Leoš Janáček: Editorial Principles and Directions). Prag: Editio Supraphon 1979.
- Jarmil Burghauser: Akustische Bedingungen als Determinanten des musikalischen Schaffens und Hörens, in: Struktur und Form in der zeitgenössischen Musik. Jena: Universität Jena 1981.
- Jarmil Burghauser: Das serielle harmonische Prinzip. 1964.